# ملصقات فلسطينية
تعتبر الملصقات الفلسطينية وسيلة شائعة لنقل الرسائل السياسية في النشاط الفلسطيني. غالبًا ما تصور الملصقات الأيقونات الوطنية الشائعة مثل الكوفية وأغصان الزيتون والعلم الفلسطيني، وكانت مفيدة في صياغة الهوية الوطنية الفلسطينية. استخدم فن الملصقات كدعم للحركة الوطنية الفلسطينية، حيث أصبح أيضًا وسيلة للتعبير الفني.: 39 غالبًا ما يتم تصنيف الملصقات تحت موضوعات السلام والمقاومة، واستخدام صور المعاناة والاستشهاد والتراث الثقافي.
لقد أدى ظهور أرشيف مشروع ملصق فلسطين إلى جعل فن الملصقات أكثر سهولة في الوصول إليه من قبل الجمهور؛ اعتبارًا من ديسمبر 2024، يحتوي الموقع على 22004 ملصقًا و4806 فنانًا مسجلاً. وقد أدى صعود الإنترنت والرقمنة أيضًا إلى زيادة جهود الحفظ وزيادة الاستقبال العام للمعارض.

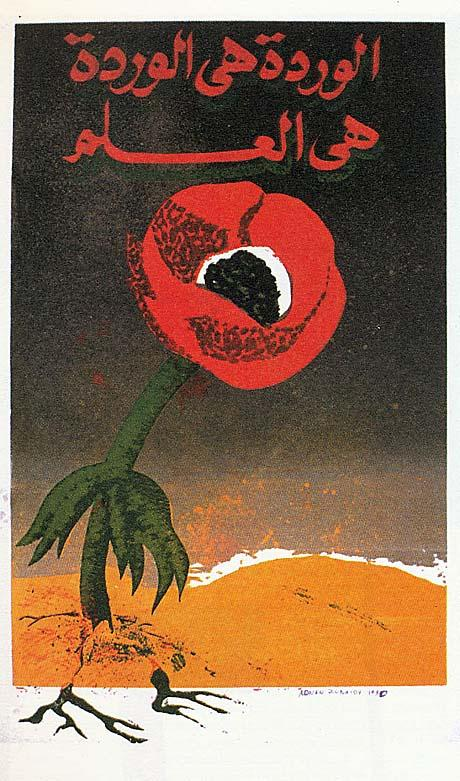
ملصق من تصميم عدنان الزبيدي ونشرته الجبهة الشعبية لتحرير فلسطين عام 1990.

## تاريخ

### قبل عام 1967
أنتجت الملصقات في فلسطين منذ أواخر القرن التاسع عشر. ونتيجة لاتجاه أوسع نحو العولمة، سعت الشركات الفرنسية والبريطانية إلى الاستفادة من السفر إلى منطقة البحر الأبيض المتوسط، وتمويل الحملات التسويقية التي تعلن عن السياحة في الأراضي المقدسة. أقدم ملصق معروف عن فلسطين نُشر في فرنسا، وهو يصور منظرًا طبيعيًا مزينًا بأغصان الزيتون (التي تعتبر حاليًا أحد الرموز الرئيسية للهوية الفلسطينية).:28: 28 
كانت الملصقات سمة مميزة للثقافة البصرية الفلسطينية منذ حكم الانتداب البريطاني (1920-1948). في البداية، كانت الملصقات تُصنع في الغالب لأغراض التسويق، ولكن ابتداءً من ثلاثينيات القرن العشرين، بدأت الملصقات تُستخدم للدفاع عن إقامة الدولة الفلسطينية. تم إنتاج الملصقات في أوائل القرن العشرين احتجاجًا على الانتداب البريطاني على فلسطين.: 34 لقد تراجع استخدام الملصقات كشكل فني أثناء النكبة وبعدها مباشرة. وبعد النكبة، نشأت حركة وطنية سعى فيها الفلسطينيون إلى إيجاد هوية ثقافية موحدة. في حين كان إنتاج الملصقات الفلسطينية في السابق مدفوعًا بدوافع تجارية، إلا أن الاحتلال الإسرائيلي دفع إلى تأكيد الهوية الثقافية في الفن الفلسطيني من خلال موضوعات الأرض والمنفى والمقاومة.: 28 

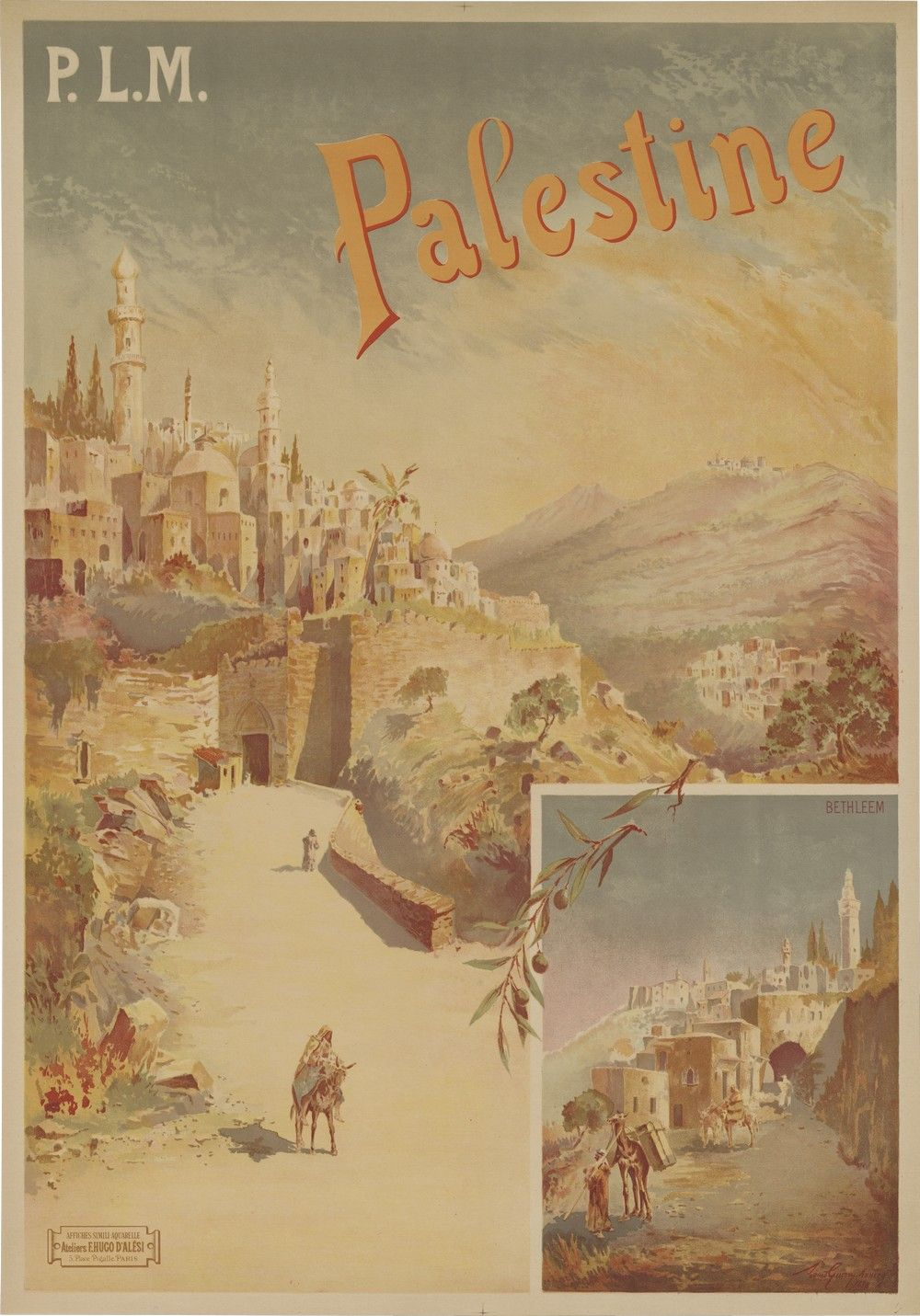
أحد أقدم الملصقات الفلسطينية صممه فنان الملصقات الفرنسي هوغو دي أليسي في عام 1898.

### ما بعد عام 1967
في مطلع القرن العشرين، ظهرت الملصقات من جديد كأسلوب فني فلسطيني مستوحى إلى حد كبير من حركات التضامن العالمية، وخاصة في أعقاب العواقب العنيفة لحرب الأيام الستة عام 1967 (المشار إليها باللغة العربية باسم النكسة).: 29 وقد أنتجت العديد من المنظمات السياسية، وخاصة منظمة التحرير الفلسطينية، ملصقات كوسيلة للتعبئة ونشر الخطاب الوطني. وبسبب سهولة تكرارها، انتشرت الملصقات عالميًا وسرعان ما أصبحت وسيلة أساسية للمقاومة والتعبير الفني، فضلاً عن كونها أداة للتواصل بين أولئك الموجودين داخل فلسطين وأولئك المنفيين خارجها.
كان أحد الموضوعات المشتركة للملصقات الفلسطينية خلال هذه الفترة هو كوسيلة لإحياء ذكرى الشهداء، بما في ذلك الأبطال الوطنيين الفلسطينيين والمقاتلين المسلحين والمدنيين الذين قتلوا على يد الجيش الإسرائيلي.

الملصق الأصلي لزيارة فلسطين عام 1936 من تصميم فرانز كراوس

### ما بعد اتفاقيات أوسلو
أصبح استخدام الملصقات لإحياء ذكرى الشهداء منتشراً على نطاق واسع خلال الانتفاضة الثانية، التي بدأت في أواخر عام 2000، وخاصة أثناء وبعد معركة جنين عام 2002. وكان أحد أسباب ذلك هو التحول نحو التركيز على تخليد ذكرى الشهداء كوسيلة للتعبير عن الوطنية الفلسطينية والمقاومة ضد إسرائيل.
وقد سمح ظهور الإنترنت بظهور موجة جديدة من النشاط الإلكتروني الفلسطيني. إن إتاحة الوصول الديمقراطي إلى أرشيفات الملصقات الفلسطينية يعني زيادة وضوح الملصقات التي ربما لم يتم التعامل معها بشكل جدي من قبل، ويمكن للجمهور الآن التفاعل مع مجموعات لم يكن بإمكان سوى مجموعة مختارة من الباحثين الوصول إليها في السابق. كما أن رقمنة الأرشيفات تعني أن أي شخص يمكنه إعادة استخدام الملصقات القديمة، مثل "إعادة مزج" ملصق زيارة فلسطين الصهيوني لعام 1936، والذي تم تحريره احتجاجًا على الجدار العازل في الضفة الغربية. تمشيا مع التقنيات الناشئة، أصبحت الملصقات أكثر قابلية للتكرار، وأصبح بإمكان الفنانين الأصغر حجمًا إنشاء ملصقات رقمية لعرضها على المنصات.: 72–73 

## معارض الملصقات
وقد أقيم عدد من المعارض الفنية التي عرضت الملصقات الفلسطينية إما باعتبارها المحور الأساسي أو كمكون مهم. وقد أقيمت معارض معروفة في متاحف فنية ومباني جامعية في الولايات المتحدة وبلجيكا وفلسطين.
| السنة     | عنوان                                                    | المنتجين                                              | الراعيون | أماكن المعرض                                                                                                   | معلومات أخرى                                                                          |
| 1983      | مجموعة شخصية من دانيال والش                              | دانيال والش                                           | مؤسسة تعليم فلسطينية أمريكية | مبنى الجمعية العامة للأمم المتحدة مدينة نيويورك (1983)                                                         | كان من المفترض أن يتم عرضه في المؤتمر الدولي الأمم المتحدة بشأن فلسطين في جنيف إلغاء. |
| 1996–1997 | كلا الجانبين من السلام: لافتات سياسية إسرائيلية فلسطينية | (دانا بارتلت) يوسي ليميل سليمان منصور فوزي الـ إمراني | معهد الرسومات الرسمية الأمريكي رالي مجموعة المعارض في متحف الفن المعاصر                                                                 | متحف الفن المعاصر في رالي ؛ رالي، كارولينا الشمالية (1996)جامعة كولورادو الدولية؛ فورت كولينز، كولورادو (1997) |                                                                                       |
| 2008      | معرض الملصقات الزرقاء                                    |                                                       | جامعة القدس | متحف أبو جهاد لأمور حركة السجناء ؛ القدس (2008)                                                                | يضم متحف أبو جهاد باستمرار المعارض المتدوّرة من الملصقات الفلسطينية.                   |
| 2008–2013 | ملصقات الثورة الفلسطينية: مجموعة العزدن كلاك             | رشا سالتي                                             | الوفد العام الفلسطيني في الاتحاد الأوروبي وبلجيكا ولوكسمبورغ المفوضية العامة للعلاقات الدولية وزارة العلاقات الدولية في المجتمع الفرنسي | الموندانوم؛ مونس، بلجيكا (2008) مؤسسة المامل للفن المعاصر ؛ القدس (2013)                                       | نظمت ل مبادرة ماسارات فلسطين في والونيا - بروكسل.                                     |
| 2013      | المجموعات الشخصية لجورج آل أما و صالح عبد الجواد         | (إيناس ياسين)                                         | جامعة بيرزيت | متحف جامعة بيرزيت بيرزيت، فلسطين (2013)                                                                        |                                                                                       |

## جهود الحفاظ والاستقبال العام
تم إنشاء أرشيف مشروع ملصق فلسطين (PPPA) من قبل الباحث والمُنسّق في الدراسات العربية دانييل والش كوسيلة للحفاظ على تاريخ الملصقات الفلسطينية بشكل يسهل الوصول إليه.:i: أنا بالإضافة إلى المجموعة المادية التي يمتلكها والش، تم توفير إصدارات رقمية من المواد الأرشيفية على موقع المشروع.:4: 4 
واجه والش أرشيف مشروع ملصق فلسطين بعدد من الجدل حول العرض العام للأعمال. في عام 1983، عرضت الملصقات التي اختارها والش بعناية في مبنى الجمعية العامة للأمم المتحدة، وكان من المقرر عرضها في المؤتمر الدولي حول فلسطين في جنيف. وقد قدم أحد المندوبين الإسرائيليين الحاضرين شكوى رسمية، واصفًا المعرض بأنه "أكثر من معادٍ لإسرائيل"، وتم تفكيك المعرض بسرعة وتم إلغاء وجوده في المؤتمر. وفي وقت لاحق، قام والش بتنظيم مجموعة من الملصقات الفلسطينية (تحت عنوان مجموعة الرسوم التحريرية لملصقات فلسطين) ليتم ترشيحها لسجل ذاكرة العالم الدولي التابع لليونسكو. تم ترشيح المشروع واعتباره للسجل في الأعوام 2014-2015، و2016-2017، و2023-2024. في عام 2015، انتقدت المديرة العامة لليونسكو إيرينا بوكوفا المجموعة، مدعية أن بعض الملصقات المضمنة كانت معادية للسامية. طلبت اليونسكو من والش مراجعة المجموعة قبل تقييمها للتسجيل.

### الاستقبال المحلي
الملصقات عادة ما يتم رعايتها ونشرها من قبل منظمات سياسية فلسطينية مختلفة. تستخدم المجموعات السياسية الرئيسية في فلسطين الملصقات لإحياء ذكرى قادتها وأعضائها الذين قُتلوا في النضال النشط ضد القوات الإسرائيلية، بالإضافة إلى الشخصيات الوطنية الفلسطينية. ومع ذلك، فقد ادعت بعض الجماعات السياسية بعد وفاتها ارتباطها بالمدنيين، حتى لو لم يكن الشهيد ناشطًا سياسيًا على الإطلاق، وخاصة في حالة الأطفال الصغار. وبسبب هذا، ينظر بعض الفلسطينيين إلى ملصقات الشهداء على وجه التحديد باعتبارها أدوات سياسية وإعلانية لمختلف المنظمات السياسية.

## المواضيع البصرية المتكررة

### مقاومة

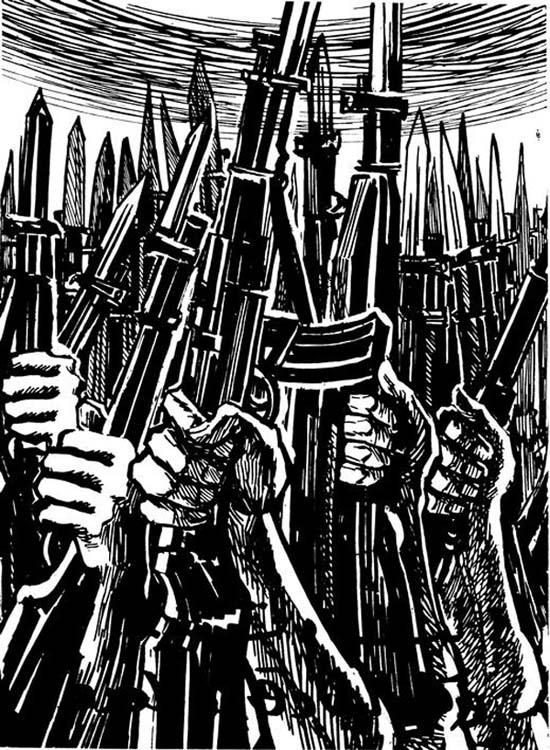
ملصق فلسطين عام 1968 يصور المقاومة المسلحة. تأليف نذير نبع ونشر عن فتح.

وقد تم تمثيل المقاومة في الملصقات الفلسطينية بطرق متنوعة، مثل "صائدو الدروع المضادة"، "مقبرة الغزاة" و"الكرامة - الرمز". تصور هذه الملصقات معركة الكرامة التي خاضتها منظمة التحرير الفلسطينية وقوات الدفاع الإسرائيلية في عام 1968. من الناحية البصرية، الملصقات باللونين الأبيض والأسود وتحتوي على نص باللغة العربية.: 35–36 وتعطي اللغة النضالية في عناوينها مثل "الصيادون" و"الغزاة" مزيدًا من القوة لخطورة المقاومة المسلحة التي تظهر بصريًا. إن تصوير بنادق AK-47، والتي يشار إليها أيضًا باسم كلاشينكوف هو رمز متكرر في الملصقات الثلاثة، ولكنه لا يقتصر فقط على الستينيات. على سبيل المثال، يسلط ملصق غازي إينيام لعام 1984 "من خلال الملصقات والصور 2" الضوء على أهمية الكلاشينكوف كرمز للنضال المسلح، حيث أنها تأخذ نفس الأهمية مقارنة بالشكل الموضح في الملصق. كما اعتمدت منظمات مثل منظمة التحرير الفلسطينية، وحركة فتح، والجبهة الديمقراطية لتحرير فلسطين، والجبهة الشعبية لتحرير فلسطين، وجبهة النضال الشعبي الفلسطيني، والمكتب الإعلامي الموحد لمنظمة التحرير الفلسطينية صور الكفاح المسلح أيضاً. في هذا الوقت، كان الفنانون يتشاركون أعمالهم بين العديد من المنظمات التي تضمنت هذه الرموز. ومن بين هؤلاء الفنانين غسان كنفاني وتوفيق عبد العال وعماد عبد الوهاب وغيرهم.:37: 37 

### التراث الثقافي والتقاليد

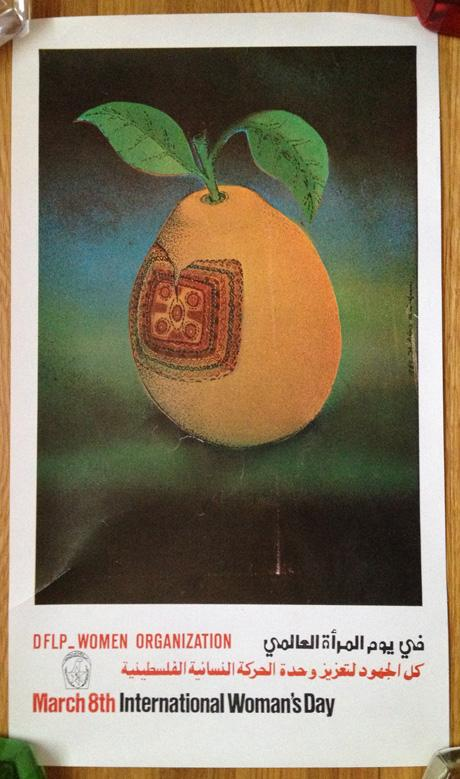
ملصق من تصميم جمال الأفغاني يصور برتقالة يافا منقوشة بالتطريز الفلسطيني التقليدي.

تشمل الصور البصرية والرموز الأكثر شعبية للسلام في الملصقات الفلسطينية شجرة الزيتون، والبرتقال (خاصة برتقال يافا)، وخريطة فلسطين، والكوفية، والمفتاح. وشهدت الفترة من أواخر سبعينيات القرن العشرين إلى أوائل ثمانينياته تحولاً بعيداً عن التصوير المتشدد للعنف، وتفضل بدلاً من ذلك التصوير الشعري للمقاومة. ويمكن رؤية ذلك لدى فنانين مثل حلمي التوني وسليمان منصور، وكذلك عبد الرحمن المزين.: 37–38 وشهدت الفترة من أواخر السبعينيات إلى أوائل الثمانينيات زيادة في مشاركة النساء في فن الملصقات، بما في ذلك منى السعودي وجومانا الحسيني. كما أصبح ظهور السياحة كأداة في الفن الفلسطيني أمراً شائعاً. يتناول معرض جوليان بوساك " أرخبيل فلسطين الشرقي" الاستكشاف الفني لاتفاقيات أوسلو وكيفية تجلياتها الجغرافية. كما قامت شركات الطيران بنشر ملصقات سياحية في سبعينيات القرن العشرين، بما في ذلك الخطوط الجوية الفرنسية وخطوط سابينا الجوية.: 28 كان الهدف الأصلي للقضية الفلسطينية هو جعل السياحة في المقدمة، قبل أن تتوسع إلى المقاومة العسكرية، ثم إلى رموز السلام والأمل.

### استشهاد
تخلد العديد من الملصقات الفلسطينية ذكرى الأحداث التاريخية والمعارك والمجازر بالإضافة إلى أيام التقدير مثل يوم الشهداء أو يوم الأسرى. كما أن الملصقات التي تصور ضحايا الاحتلال بشكل فردي شائعة بشكل لا يصدق، وغالبًا ما يتم إضفاء طابع أسطوري على الشخص باعتباره شهيدًا ( شهيد). في الثقافة والمجتمع الفلسطيني، يمكن أن يكون الشهيد أي شخص قُتل بشكل مباشر أو غير مباشر على يد الاحتلال الإسرائيلي، بغض النظر عما إذا كان قد شارك في المقاومة النشطة أو كان عضوًا في جماعة مسلحة أم لا.
يمكن أن تكون هذه الموضوعات شخصيات سياسية بارزة، وأطفالًا مجهولين، ومقاتلين تحريريين عاديين. تنتشر ملصقات الشهداء هذه في كل مكان سواء في الأماكن العامة أو في منازل عائلات الضحايا. وفي الأماكن العامة، غالبًا ما يتم وضع الملصقات على الجدران، وفي المتاجر والمطاعم، وعلى أعمدة الإنارة، ويمكن عرضها على شاشة التلفزيون، مما يحول الأشخاص الذين يتم وضع الملصقات عليهم إلى شخصيات معروفة ورموز بطولية للقومية الفلسطينية والمقاومة. ومع ذلك، عادة ما يتم حذف التفاصيل الشخصية من الملصقات والذاكرة الشعبية، وتقتصر في الغالب على اسم الشهيد، ووقت ومكان مقتله.
إن ممارسة استخدام الملصقات لإحياء ذكرى الشهداء تعود إلى الملصقات التي رعتها منظمة التحرير الفلسطينية في الستينيات والسبعينيات. أصبحت هذه الطريقة لتخليد الذكرى شائعة بشكل خاص خلال الانتفاضة الثانية، حيث تم طباعة الملصقات المصممة رقميًا بشكل جماعي.
تتركز الملصقات التذكارية حول صورة الشهيد، المصممة لتبدو وكأنها بطل. عادةً ما تكون صورة شخصية، ولكن الصور الشخصية للشهيد وهو يحمل السلاح شائعة أيضًا. تتم عادة إضافة الصورة إلى خلفية المشهد. يمكن أن تحتوي الملصقات أيضًا على رموز وطنية فلسطينية، مثل علم فلسطين وخريطة فلسطين، والمواقع الدينية مثل قبة الصخرة والمسجد الأقصى، وآيات من القرآن الكريم، ورموز الجماعات السياسية الفلسطينية المختلفة.

### أغراض سياسية
في فلسطين، تزعم المنظمات السياسية المختلفة أن لها شهداء وتستخدم الملصقات بشكل رئيسي كرمز للتعبير الفني المرتبط بها سياسياً. غالبًا ما تحتوي هذه الملصقات على صور للأسلحة إلى جانب الأيقونات السياسية، والتي يمكن أن تشير إلى الولاء السياسي للشخص. لا تهدف هذه الملصقات إلى تخليد ذكرى الأفراد فحسب، بل إنها تشارك أيضًا في القومية المستمرة والاستشهاد. تعكس العناصر الرمزية للملصقات أيديولوجيات مختلفة لمجموعات سياسية مختلفة، وتظهر معنى أعمق من الإشادات أو الاستخدامات الدعائية النموذجية، والتي تنعكس من خلال الهوية الشخصية والتاريخ المشترك والذاكرة.